# Lysiloma divaricatum
Lysiloma divaricatum är en ärtväxtart som först beskrevs av Nikolaus Joseph von Jacquin, och fick sitt nu gällande namn av James Francis Macbride. Lysiloma divaricatum ingår i släktet Lysiloma och familjen ärtväxter. Inga underarter finns listade i Catalogue of Life.